# Espada auxiliar
Espada auxiliar (título original en inglés: Ancillary Sword) es una novela de ciencia ficción escrita por la autora norteamericana Ann Leckie y publicada en octubre de 2014. Es la segunda novela de la saga "Imperial Radch", una trilogía que empezó con Justicia auxiliar (2013) y continúa con Misericordia auxiliar (2015). La novela fue generalmente bien recibida por los críticos, recibiendo el premio BSFA a la mejor novela y el premio Locus a la mejor novela de ciencia ficción. Estuvo además nominada para los premios Nébula y Hugo.
En 2017 fue publicada en español por Ediciones B dentro de su colección NOVA.

## Argumento
La parte de Anaander Mianaai que se opone a continuar la expansión militar del imperio decide adoptar a Breq en su familia y la nombra capitana de flota, al mando de la nave Misericordia de Karl. Como primera tarea la envía a proteger el sistema Athoek. Entre las oficiales de la nave se encuentran Seivarden y la teniente Tisarwat, una joven oficial que levanta las sospechas de Breq. Pronto descubren que Anaander Mianaai estaba usando el cuerpo de Tisarwat como una auxiliar para poder espiar a Breq. Luego de retirarle los implantes, Tisarwat empieza a desarrollar una personalidad propia.
En la estación Athoek, Breq visita a la hermana de la capitana Awn, la horticultora Basnaaid Elming, con quien Breq sentía una gran carga de culpa por los eventos que llevaron a la muerte de Awn. También conoce a la ciudadana Fosyf Denche, una rica hacendada que se dedicaba a la exportación de té, a la capitana Hetnys, quien estaba al mando de la nave Espada de Atagaris, y a la ciudadana Dlique, traductora de la raza alienígena Presger. En la estación presencia de primera mano las terribles condiciones de vida en que vivían las descendientes de las personas deportadas desde los sistemas anexados por el imperio. Como respuesta a un acto vandálico, una de las auxiliares de la Espada de Atagaris asesina a la traductora Dlique, lo que preocupa a Breq por la reacción que podrían tener las alienígenas presger. Las fuerzas de la estación Athoek acusan del acto vandálico a una horticultora, pero Breq sospecha de Raughd Denche, la heredera de Fosyf y quien tras su imagen de ciudadana ejemplar ocultaba abusos y vicios.
Breq y la capitana Hetnys deciden pasar el tiempo que duraría el luto por Dlique en la casa de campo de Fosyf. Allí Breq se entera de que las condiciones de vida de las trabajadoras de las plantaciones de té eran aun peores de las que vivían en la estación, además de escuchar reportes de que deportadas habrían sido vendidas de forma ilegal. Breq confronta a Raughd con la verdad acerca del acto vandálico, pero ella lo niega y se enfurece. Unos días más tarde ocurre una explosión que casi mata a Raughd, quien rápidamente acusa a una trabajadora llamada Queter. Breq deduce que la única forma en que Raughd pudiera saber quién estaba detrás del atentado era porque ella misma lo había planeado, y que la víctima era la misma Breq. Tras confirmar sus sospechas, Breq se entera de que Queter había sido extorsianada por Raughd para matarla, pero que en el último momento había decidido asesinar con la bomba a Raughd en su lugar. Breq revela la verdad, por lo que Raughd es detenida.
Al regresar a la estación Athoek, Breq revisa los trabajos que ha ordenado para mejorar la vida de las habitantes e inicia una investigación sobre las posibles deportadas vendidas ilegalmente. Al enterarse de la investigación, la capitana Hetnys ataca a Breq con la ayuda de la Espada de Atagaris, pues la capitana estaba detrás de las ventas. La pelea deja destrozos en la estación, pero Breq logra detener a Hetnys gracias a Seivarden.